# Metilglutakonil-KoA hidrataza
Metilglutakonil-KoA hidrataza (EC 4.2.1.18, metilglutakonil koenzim A hidrataza, 3-metilglutakonil KoA hidrataza, metilglutakonaza, (S)-3-hidroksi-3-metilglutaril-KoA hidrolijaza) je enzim sa sistematskim imenom (S)-3-hidroksi-3-metilglutaril-KoA hidrolijaza (formira trans-3-metilglutaconil-KoA). Ovaj enzim katalizuje sledeću hemijsku reakciju
()-3-hidroksi-3-metilglutaril-KoA {\displaystyle \rightleftharpoons } trans-3-metilglutakonil-KoA + H2O

## Literatura
- Nicholas C. Price; Lewis Stevens (1999). Fundamentals of Enzymology: The Cell and Molecular Biology of Catalytic Proteins (Third изд.). USA: Oxford University Press. ISBN 019850229X.
- Eric J. Toone (2006). Advances in Enzymology and Related Areas of Molecular Biology, Protein Evolution (Volume 75 изд.). Wiley-Interscience. ISBN 0471205036.
- Branden C; Tooze J. Introduction to Protein Structure. New York, NY: Garland Publishing. ISBN 0-8153-2305-0.
- Irwin H. Segel. Enzyme Kinetics: Behavior and Analysis of Rapid Equilibrium and Steady-State Enzyme Systems (Book 44 изд.). Wiley Classics Library. ISBN 0471303097.

## Spoljašnje veze
- Methylglutaconyl-CoA+hydratase на 